# Iman
Iman Mohamed Abdulmajid (Mogadishu, 1955. július 25. –) ismertebb nevén Iman (arab jelentése „hit”), szomáliai modell, színésznő és vállalkozó. David Bowie özvegye.

## Élete
Mogadishuban, Szomáliában született, Marian és Mohamed Abdulmajid, az egykori Szomália szaúd-arábiai nagykövetének lányaként. Két fiútestvére Elyas és Feisal, nővére Nadia. Unokatestvére, Waris Dirie szintén szupermodell. Iman Egyiptomban járt középiskolába, majd később Kenyában élt. A Nairobi Egyetemen politológiát tanult. Iman muzulmán, folyékonyan beszél öt nyelven (arab, angol, francia, olasz és szomáli).

## Karrier
Miközben az egyetem folytatta tanulmányait, Peter Beard amerikai fotós figyelt fel rá, ezt követően az Amerikai Egyesült Államokba költözött, hogy megkezdje modellkarrierjét. Első munkáját egy évvel később, 1976-ban a Vogue-nál kapta. Nem sokkal később neves magazinok címlapján pózolt. Olyan híres tervezők múzsája lett, mint Gianni Versace, Calvin Klein, Donna Karan és Yves Saint-Laurent, akinek híres mondata: Az én álmom a nő: Iman.

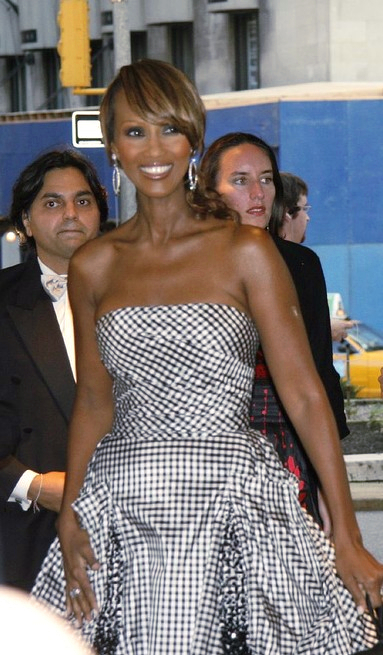
Iman

Tizennégy év alatt sikeres divatmodell lett, a legjobb fotósokkal dolgozott együtt, többek között Helmut Newtonnal, Richard Avedonnal, Irving Penn-nel, és Annie Leibovitzcal.
Színésznőként jelent meg a Miami Viceban kétszer, játszott a Back In The World (1985) és a No Way Outban (1987) Kevin Costnerrel. Szerepelt a Love At First Sightban (1988), az 1991-es Star Trek VI: A nem ismert tartományban és az Oscar-díjas Távol Afrikától című filmben Robert Redford és Meryl Streep mellett.
2004-ben megalapította saját szépségápolási cégét Iman Cosmetics néven, amely kifejezetten a színes bőrű nők számára gyárt termékeket. Emellett aktívan részt vesz számos jótékonysági szervezet programjában, például a Keep a Child Alive programban, valamint együttműködik többek között a Children's Defense Funddal is.
2001-ben kiadta önéletrajzi könyvét I am Iman címmel, majd 2005-ben The Beauty of Color címmel jelent meg szépségápolási tanácsadó könyve többek között a latin, az indiai, az afrikai és az ázsiai nők részére.

## Magánélete
Iman először 18 éves korában ment férjhez egy fiatal szomáliai férfihoz, akibe beleszeretett. A házasság néhány év múlva véget ért, amikor Iman az Egyesült Államokba költözött, hogy folytassa modellkarrierjét. 1977-ben férjhez ment az afroamerikai kosárlabdázóhoz, Spencer Haywoodhoz. Lányuk, Zulekha Haywood, 1978-ban született. A pár 1987 februárjában vált el. 1992. április 24-én hozzáment a brit zenészhez, David Bowie-hoz, akitől egy lánya született, Alexandria Zahra „Lexi” Jones (2000. augusztus 15.).

## Filmjei
| Év   | Cím                                  | Eredeti cím                            | Szerep           |
| ---- | ------------------------------------ | -------------------------------------- | ---------------- |
| 1994 | Irány az Éden                        | Exit to Eden                           | Nina Blackstone  |
| 1991 |                                      | House Party 2                          | Sheila Landreaux |
| 1991 |                                      | Lies of the Twins                      | Cat              |
| 1991 | Star Trek VI: A nem ismert tartomány | Star Trek VI: The Undiscovered Country | Martia           |
| 1987 | Nincs kiút                           | No Way Out                             | Nina Beka        |
| 1987 | Add meg magad                        | Surrender                              | Hedy             |
| 1985 | Távol Afrikától                      | Out of Africa                          | Mariammo         |

## Fordítás
- Ez a szócikk részben vagy egészben  az   Iman (model) című angol Wikipédia-szócikk fordításán alapul.  Az eredeti cikk szerkesztőit annak laptörténete sorolja fel. Ez a jelzés csupán a megfogalmazás eredetét és a szerzői jogokat jelzi, nem szolgál a cikkben szereplő információk forrásmegjelöléseként.